# Hämoglobinurie
Als Hämoglobinurie wird eine Ausscheidung von Hämoglobin (dem roten Blutfarbstoff) über die Nieren bezeichnet, die bei starker Ausprägung zu einem akuten Nierenversagen führen kann. 
Eine Hämoglobinurie tritt erst auf, wenn aufgrund einer massiven Hämolyse die Bindungskapazität des von der Leber gebildeten Haptoglobins erschöpft ist oder bei einer durch einen Leberschaden verminderten Haptoglobinkonzentration im Plasma gleichzeitig die tubuläre Resorptionskapazität der Nieren erschöpft ist. Mit der Ausscheidung des Hämoglobins im Urin verfärbt sich dieser dunkel.
Die Ursache besteht in einer akuten, meist massiven Hämolyse, wie sie bei verschiedenen hämolytischen Anämien, Transfusionszwischenfällen, Malaria oder Autoantikörperkrankheiten (siehe Kälteagglutinine) auftreten kann.
Allerdings kann erst die weitere Abklärung (Anamnese, andere Laborparameter, Symptome, Verlaufskurve der Hämoglobin-Ausscheidung: andauernd oder intermittierend bzw. paroxysmal) im gegebenen Fall vom Einzelbefund einer Hämoglobinurie zur Diagnose führen, die letztlich auch lauten kann:
- allergische Hämoglobinurie
- toxische Hämoglobinurie
- Marschhämoglobinurie, Sporthämoglobinurie
- intermittierende Hämoglobinurie
  - Paroxysmale nächtliche Hämoglobinurie
  - paroxysmale Kältehämoglobinurie Dressler-Harley-Krankheit
- Schwarzwasserfieber bei Malaria tropica nach Chiningebrauch